# Athearnia anthonyi
Athearnia anthonyi је пуж из реда Sorbeoconcha. 

## Угроженост
Ова врста се сматра рањивом у погледу угрожености врсте од изумирања.

## Распрострањење
Сједињене Америчке Државе су једино познато природно станиште врсте, тачније државе Алабама, Џорџија и Тенеси.

## Станиште
Станиште врсте су слатководна подручја.